# Hendrik Peter Godfried Quack

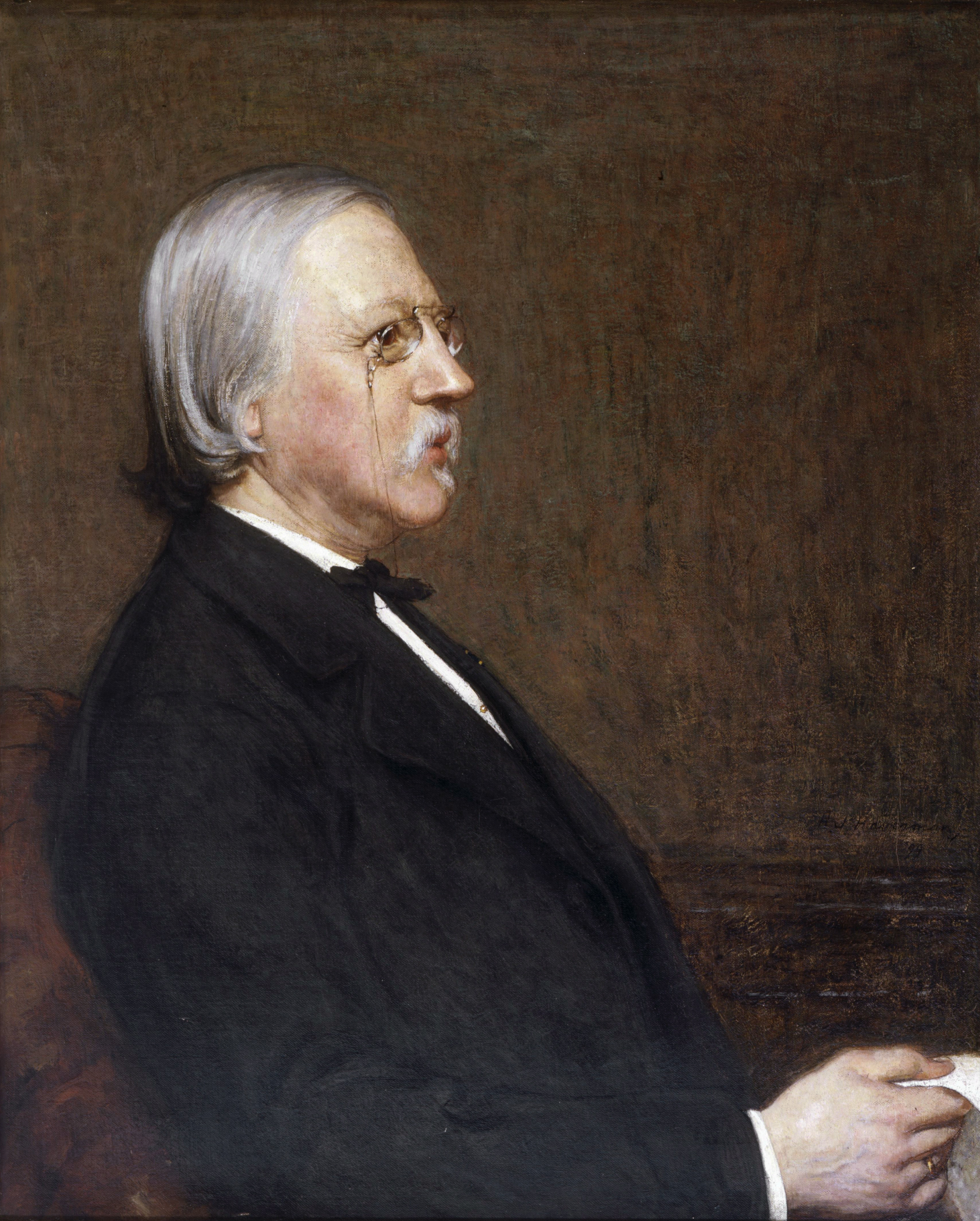
Hendrik Peter Godfried Quack

Hendrik Peter Godfried Quack (* 2. Juli 1834 in Zetten in Gelderland; † 6. Januar 1917 in Amsterdam) war ein niederländischer Historiker und Ökonom.

## Leben
Hendrik Peter Godfried war der Sohn des Brauers Peter Christoffel Quack (* 18. Oktober 1801 in Nijmegen; † 3. Oktober 1878 in Arnhem) und dessen Frau Theodora Segerina Heineken (* 18. Januar 1803 in Amsterdam; † 5. Februar 1885 in Arnhem). Wegen finanziellen Schwierigkeiten zogen seine Eltern nach Baarn, wo Quack die Schule besuchte. 1848 bezog Quack das Gymnasium und 1853 das Athenaeum Illustre Amsterdam. Hier wurde er als Schüler von Jeronimo de Bosch Kemper (1808–1876) und Martinus des Amorie van der Hoeven (1824–1868) für ein Studium der Rechtswissenschaften vorbereitet und wurde mit der christlichen Kritik des niederländischen Liberalismus vertraut gemacht. Seine Studien setzte er an der Universität Utrecht fort, wo er am 13. Dezember 1859 mit der Abhandlung Het staatswezen in de XIVde eeuw, historisch ontwikkeld (frei deutsch übersetzt: Das Staatswesen des 14. Jahrhunderts, historisch entwickelt) zum Doktor der Rechtswissenschaften promovierte. Danach arbeitete Quack als Journalist in Haarlem und 1861 als Sekretär bei der Handelskammer in Amsterdam.
1863 wurde Quack Sekretär der Gesellschaft zur Entwicklung der Staatsbahnen in Utrecht. Am 6. August 1868 beriefen ihn die Kuratoren der Universität Utrecht zum Professor der Staatsökonomie, welche Aufgabe er am 23. Oktober 1868 mit der Rede Staat en maatschappij (frei deutsch übersetzt: Staat und Gesellschaft) antrat. Hier beteiligte er sich auch an den organisatorischen Aufgaben der Hochschule und war 1874/75 Rektor der Alma Mater. Diese Aufgabe legte er mit der Rede Bouw en samenstel der maatschappij (frei deutsch übersetzt: Bau und Struktur der Gesellschaft) nieder. Am 30. November 1877 schied er aus seiner Professur, ging im Dezember desselben Jahres als Sekretär an die Niederländischen Bank in Amsterdam und wurde am 1. Juli 1885 deren Direktor. Am 29. September 1885 wurde er zudem außerordentlicher Professor der Geschichte und Staatsökonomie an der Universität von Amsterdam, welche Aufgabe er am 14. Juni 1894 niederlegte.
Quack war ein Kritiker des ökonomischen Liberalismus der Niederlande und fand in den sozialen Bestrebungen der Demokratie fruchtbaren Boden. Obwohl er nicht mit aller Konsequenz die Ziele eines Ferdinand Domela Nieuwenhuis verfolgte, orientierte er sich vielmehr an den Ideen des Henri de Saint-Simon und des Ferdinand Lassalle. In diesem Kontext entstand sein literarisches Hauptwerk De Socialisten, Personen en stelsels (frei deutsch übersetzt: Die Sozialisten, Menschen und Systeme). In diesem Werk beschreibt er die Geschichte einer sozialen Demokratie von der Antike bis zu seiner Zeit. Dieses literarische Werk bestand ursprünglich aus vier Bänden, die von 1875 bis 1897 entstanden und wurde von A. Lehning im Zeitraum von 1921 bis 1923 auf sechs Bände erweitert. Damit beabsichtigte Quack die liberalen Kreise der Niederlande, in das Denken der aufstrebenden sozialen Bewegung der Arbeiter einzuführen. Als eines der ersten niederländischen Werke dieser Thematik, war es Inspiration für mehrere Generationen von Sozialdemokraten.
Quack wurde 1877 Mitglied der Königlich Niederländischen Akademie der Wissenschaften (KNAW), 1871 Mitglied der Zeeländischen Gesellschaft der Wissenschaften in Middelburg, er war Vorsitzender der Gesellschaft zum Nutzen der Allgemeinheit und Mitglied der provinziellen Utrechtschen Gesellschaft der Wissenschaften und Künste. 1891 wurde er Ritter des Ordens vom niederländischen Löwen, 1867 Ritter des Ordens von der Eichenkrone, 1901 Kommandeur des belgischen Leopoldsordens und 1914 Großoffizier des Hausordens von Oranien. Die Académie royale des Sciences, des Lettres et des Beaux-Arts de Belgique nahm ihn 1900 als assoziiertes Mitglied auf.
Quack heiratete am 14. Dezember 1865 in Amsterdam Clasine Thérèse van Heukelom (* 11. Juni 1841 in Amsterdam; † 22. Oktober 1923 ebenda), die Tochter des Hendrik Pieter van Heukelom (* 20. Juli 1816 in Amsterdam; † 26. August 1878 in Luik (Belgien)) und dessen Frau Charlotte Maria Planteau (* 5. November 1818 in Paramaribo (Surinam); † 18. April 1869 in Den Haag). Die Ehe blieb kinderlos.

## Werke
- Het staatswezen in de XIVde eeuw historisch ontwikkeld. Amsterdam, 1859.
- Martinus des Amorie van der Hoeven. Amsterdam, 1869.
- Traditie en ideaal in het volksleven. 1872.
- De Socialisten. Personen en Stelsels. Amsterdam, 1875–1897. 4. Bde.; Baarn, 1977, 6. Bde.
- Herinneringen uit de eerste veertig levensjaren van Mr. H.P.G. Quack. Amsterdam 1907.
- Herinneringen uit de laatste vijf- en-dertig levensjaren van Mr. H.P.G. Quack. Amsterdam 1910.
- Herinneringen uit de levensjaren van Mr. H.P.G. Quack, 1834–1913. Amsterdam 1913 (umfasst die beiden vorherigen Erinnerungen, (online))
- Herinneringen uit de levensjaren van mr. H.P.G. Quack 1834–1914. Amsterdam 1915, Nijmegen, 1977.
- Studiën op sociaal gebied. Haarlem, 1877.
- Studiën en Schetsen. Amsterdam, 1886.
- Beelden en groepen. Amsterdam, 1892.
- Uit den kring der gemeenschap. Omtrekken en figuren. Amsterdam, 1899.